# Luís Carlos, Conde de Beaujolais
Luís Carlos de Orleães (Louis Charles Alphonse Léodgard d'Orléans; Paris, 17 de outubro de 1779 - Valeta, 30 de maio de 1808), foi um príncipe da Casa de Orleães, tendo sido conde de Beaujolais.
Era filho de Luís Filipe II, Duque de Orleães, condenado à guilhotina e executado durante o Terror da Revolução Francesa, e irmão do futuro rei Luís Filipe I de França.